# IC 1755
IC 1755 је спирална галаксија у сазвјежђу Ован која се налази на листи објеката дубоког неба у Индекс каталогу.
Деклинација објекта је + 14° 32' 59" а ректасцензија 1h 57m 9,8s. Привидна величина (магнитуда) објекта IC 1755 износи 13,9 а фотографска магнитуда 14,8. IC 1755 је још познат и под ознакама UGC 1428, MCG 2-6-5, CGCG 438-7, PGC 7341.